# Etnički identitet
Etnički identitet je osnovni skupinski identitet različitih kultura i društava. Odnosi se na zajedničku identifikaciju etničke skupine i aspekt identiteta pojedinca. Pojedinac je rođen u određenoj zajednici, koja ima svoje etničko obilježje.
Etnički identitet povezan je s najmanje četiri komponente: teritorijalne, biološke ili genetske (stvarno ili umišljeno zajedničko podrijetlo), jezik, političko-ekonomska ili politička organizacija na određenim prostoru.
Definiciju etničkog identiteta sociolozi dijele između etničkih skupina, naroda i nacije, npr. hrvatski identitet identitet je Hrvata, tj. svih koji se smatraju Hrvatima i svih građana Hrvatske.